# سوزان بورشه
سوزان بورشه (بالألمانية: Susanne Porsche) هي منتجة أفلام ألمانية، ولدت في 4 يونيو 1952 في فرانكفورت في ألمانيا.

## وصلات خارجية
- سوزان بورشه على موقع IMDb (الإنجليزية)